# De groene spinnen kwamen morgen
De groene spinnen kwamen morgen is een sciencefictionroman van John Lymington, pseudoniem van John Richard Newton Chance. Het boek werd in 1965 in Engeland uitgebracht onder de titel The green drift bij de uitgeverij Hodder & Stoughton Ltd. in Londen. In Nederland werd het in 1969 uitgebracht onder catalogusnummer 1408 in de Prisma Pockets-reeks door Uitgeverij Het Spectrum. De vertaalster was M. Slagt-Prins.

## Plot
Bewoners van een huis in Engeland worden opgeschrikt als ze ’s morgen de voordeur opendoen. Een enorme hoeveelheid spinnen zit hun huis uitdrukkingsloos te beloeren. Politie en regering worden ingelicht, maar niemand weet waar ze vandaan komen. Elders in het land zijn soortgelijke kluwen spinnen aangetroffen maar die zijn dood.

## Titel
De titel van het boek verraadt dat dit werk deels te maken heeft met de tijdparadox ("kwamen morgen"), veelal voorkomend in verhalen, romans en films over tijdreizen. De auteur vermeldt dat de hoofdpersoon zich even in een andere tijdzone bevond toen de spinnen kwamen, maar even later weer teruggezet in zijn eigen tijdzone. Hij (de auteur) vraagt zich dan af of de persoon die morgen al heeft meegemaakt dat, eenmaal terug, vandaag kan weten.